# Osmannoro
L'Osmannoro (conosciuto anticamente anche con le grafie Ormannoro e Smannoro) è una zona fisica pianeggiante appartenente al comune di Sesto Fiorentino, a breve distanza dal luogo in cui tale comune si incontra con quelli di Firenze e Campi Bisenzio.

## Origini del nome
Il nome della località deriva forse dai termini etruschi osmen (che significa «argine, terrapieno») e nor (dal significato di «fiume»), che rimandano al perenne pericolo di alluvioni cui era sottoposta la zona, bassa e traversata da numerosi corsi d'acqua dal regime bizzarro. Un'altra ipotesi fa derivare il nome dalla famiglia Ormanni o Osmenni, che ne possedette gran parte nell’Alto Medioevo, famiglia citata nella Divina Commedia.

## Geografia fisica
La piana dell'Osmannoro appartenne fino al 1928 al comune di Brozzi, il cui stemma ne mostrava una raffigurazione con una palude con sullo sfondo delle montagne, due uccelli acquatici in volo e un cielo nuvoloso.
Soppresso questo comune, l'Osmannoro fu ripartito tra i comuni di Sesto Fiorentino e Firenze. Costellavano la zona numerosi corsi d'acqua, tra cui il Fosso Reale, la Gora dell'Osmannoro ed il torrente Rimaggio e laghetti.

## Storia
La zona, diffusamente paludosa e disabitata fino in tempi recenti, fu in gran parte bonificata nel corso dei secoli XVIII e XIX con l'escavazione di una rete di canali che convogliavano le acque verso l'Arno. Fino alla fine degli anni sessanta del secolo scorso l'Osmannoro si presentava pressoché deserto; uniche strade di una certa importanza erano la Via Lucchese, che collegava Peretola a Campi, e la Strada di Sesto che univa Brozzi a Sesto.
Nella zona erano presenti poche case coloniche, tra esse spiccava il complesso di Santa Croce all'Osmannoro, un ex ospedale per pellegrini con annessa chiesetta risalente al 1250. La scarsezza di popolazione favoriva il piccolo brigantaggio, che vedeva spesso piccoli ladruncoli della zona assalire i viandanti per rapinarli.
La situazione della zona iniziò a cambiare all'inizio degli anni settanta del secolo scorso, quando l'Osmannoro divenne la zona privilegiata per l'espansione delle attività commerciali ed industriali fiorentine, venendo largamente urbanizzata in poco tempo senza che ne venisse preservato il valore ambientale e storico - furono demolite diverse case coloniche di antica fattura - e riorganizzata la viabilità: la Via Lucchese, rimasta ferma ai tempi delle carrozze e dei calessi, era diventata inadeguata e pericolosa, tanto da divenire nota per il numero di incidenti mortali.
Lo sviluppo portò anche alla scomparsa di molti laghetti della zona; ne sono rimasti pochi, sul confine meridionale del comune di Sesto Fiorentino ("le Gaine") e ai margini del comune di Campi Bisenzio. Si aggiunse a tutto ciò l'apertura di una discarica di rifiuti in località "Case Passerini", che forse diede il colpo di grazia all'equilibrio ambientale della zona.

## Economia
Tra le attività installatesi nell'Osmannoro, vi è un noto centro commerciale all'ingrosso, una grossa ditta meccanica, poi fallita, numerosi corrieri, una celeberrima ditta calzaturiera, istituti di credito, concessionarie di automobili, la sede di un'importante industria di giochi fiorentina, alberghi e ristoranti. Vi si trovano anche le sedi delle case di moda Salvatore Ferragamo e Roberto Cavalli.
Negli ultimi anni, sono stati aperti alcuni locali notturni di successo, nonostante la posizione non centrale né particolarmente affascinante. Da notare il trasferimento nella zona di Brozzi delle officine meccaniche delle ferrovie, degli uffici della motorizzazione civile nella zona di Santa Croce e del polo scientifico dell'Università di Firenze in località Madonna del Piano.
L'Osmannoro ha visto negli ultimi tempi anche una forte immigrazione extracomunitaria, in particolare di origine cinese. Molte ditte e laboratori di proprietà cinese, in particolare di confezioni e pelletteria, si sono infatti stabiliti nella zona, occupando capannoni di aziende italiane trasferite o chiuse. Non sono mancati problemi di ordine pubblico e legati agli aspetti igienici ed alle condizioni lavorative e di vita dei cittadini di nazionalità cinese.
Il degrado fu affrontato dalle autorità comunali e dalla provincia dalla metà degli anni novanta: si adeguò la viabilità con l'allargamento della Via Provinciale Lucchese, la costruzione di una rotonda all'incrocio di questa con Via del Cantone (ex Strada di Sesto) e il completamento dello svincolo di Sesto della A11.
Dal punto di vista ambientale il comune di Sesto Fiorentino ha cercato di tutelare gli stagni sopravvissuti ("le Gaine"), mentre il comune di Campi Bisenzio ha compiuto una piccola opera di riqualificazione dei laghi di Focognano, divenuti un'oasi protetta affidata al WWF.
Nel luglio 2007, la zona sud di Osmannoro ha ospitato il festival musicale Italia Wave. Nella stessa area è stato proposto di costruire il nuovo stadio fiorentino.